# George J. McMillin
George J. McMillin était un amiral de la Marine américaine né le 25 novembre 1889 à Youngstown (Ohio) et mort le 29 août 1983 à Los Angeles (Californie). il a notamment été déployé en Asie pendant la Seconde Guerre mondiale.

## Biographie
George McMillin nait en Ohio fin 1889,. Il entre à l'Académie navale d'Annapolis en 1907 et en sort diplômé en 1911. Il commence sa carrière dans la marine sur l'USS Delaware (BB-28). En mars 1919 il est transféré sur l'USS New Mexico (BB-40). 
En 1938, il est officier sur l'USS Idaho (BB-42) puis il est commandant du USS Medusa (AR-1). En 1940, il devient gouverneur naval sur l'île de Guam. Il défend l'île durant l'Invasion de Guam (1941) mais doit se rendre à l'armée japonaise le 10 décembre 1941. Il est fait prisonnier par l'armée japonaise et est envoyé à Taiwan. Il est détenu jusqu'au 20 août 1945 lorsque l'armée soviétique le libère.
Il meurt à Los Angeles le 29 août 1983.